# 변혁의 사랑
《변혁의 사랑》은 2017년 10월 14일부터 2017년 12월 3일까지 방영된 tvN 토일 드라마이다.

## 줄거리
백수로 신분 하락한 생활력 제로의 재벌 3세 변혁과 고학력 고스펙의 생계형 프리터족 백준, 그리고 금수저를 꿈꾸는 엘리트 제훈 등 세 청춘들이 세상을 바꿔나가는 코믹 반란극.

## 등장 인물

### 주요 인물
- 최시원 : 변혁(28세) 역 (아역 한창민, 지민혁) - 금수저, 백수
- 강소라 : 백준(28세) 역 (아역 유은미) - 흙수저, 아르바이트생
- 공명 : 권제훈(28세) 역 (아역 주승혁, 손상연) - 동수저, 강수그룹 경영지원실 비서팀 과장

### 변혁의 가족
- 이재윤 : 변우성(30세) 역 (아역 김민상) - 변혁의 형, 강수그룹 경영지원실 실장
- 최재성 : 변강수(50대) 역 - 변혁의 아버지, 강수그룹 회장
- 견미리 : 정여진(50대) 역 - 변혁의 어머니, 강수그룹 회장의 아내
- 정찬비 : 변세나(17세) 역 - 변혁의 여동생

### 백준의 가족
- 황영희 : 이영은(50대) 역 - 백준의 어머니
- 전배수 : 백승기(40대) 역 - 백준의 아버지

### 제훈의 가족
- 이한위 : 권춘섭(50대) 역 - 제훈의 아버지, 변강수 회장의 운전기사

### 주변 인물
- 김예원 : 하연희(28세) 역 - 백준의 친구, 항공사 승무원
- 서현철 : 김기섭(46세) 역 - M전자 홍보팀 출신, 전직 홍보의 달인
- 최대철 : 이태경(44세) 역 - L증권 출신, 전직 여의도 금융맨
- 황정민 : 안미연(48세) 역 - 전직 부잣집 마나님, 인력사무소의 네임드
- 서이안 : 홍채리(26세) 역 - 변혁의 전여친, 홍회장의 막내딸
- 강영석 : 장철민 역 - 2년차 순경
- 최규환 : 황명수 역 - 제훈의 대학 선배, 서울중앙지검 검사
- 송영규 : 민상호 역 - 한강시공사 및 한강용역 대표

### 그 외 인물
- 김승욱 : 설기환 역 - 변금희의 남편, 강수푸드 전무이사
- 김응석 : 변강호 역 - 변혁의 삼촌, 강수유통 사장
- 김예령 : 변금희 역 - 변혁의 고모, 강수그룹 외식프랜차이즈 사장
- 박명훈 : 공철민 역
- 윤정혁 : 한실장 역 - 시공사 직원
- 강보라
- 유창숙
- 유지혁
- 임지민
- 이하나
- 최장원
- 강성철
- 최두엽
- 강문경
- 성낙경
- 이규섭
- 이하나
- 김우진
- 이동용
- 배현경
- 정명준 : 변혁 측 변호사 역
- 김기두 : 양진욱 과장 역
- 김기천 : 청소용역 반장 역
- 박수연
- 박상훈
- 민대식
- 최교식
- 유병선
- 이대연 : 장세만 역
- 김용석
- 백준 : 박비서 역
- 명재환
- 김문학
- 권반석
- 김대국
- 김상일
- 김민기 : 김대리 역
- 홍승범 : 조쉐프 역
- 조성혁
- 윤종원
- 권해성 : 윤이석 역
- 김현주
- 박은영
- 박상언
- 오유미
- 김가애
- 김인희
- 김미혜
- 한서울 : 김현주 역

### 특별 출연
- 박철민 : 갑질 사장 역
- 이윤지 : 호텔 매니저 역
- 김원효 : 청운 도사 역
- 이명훈 : 변혁의 친구 역

## 촬영지
- 르스타일바
- 서울 드래곤 시티
- 정부대전청사
- 울프강 스테이크 하우스 청담
- 롯데월드 어드벤처
- 대전대학교 산학협력관

## 시청률
최저 시청률과 최고 시청률은 시청률 조사회사와 지역별로 시청률에 차이가 있을 수 있습니다.
| 2017년 | 2017년    | 2017년     | 2017년      |
| 회차   | 방송일    | AGB 시청률 | TNmS 시청률 |
| ------ | --------- | ---------- | ----------- |
| 제1회  | 10월 14일 | 2.501%     | 2.2%        |
| 제2회  | 10월 15일 | 3.533%     | 4.0%        |
| 제3회  | 10월 21일 | 2.762%     | 3.2%        |
| 제4회  | 10월 22일 | 3.796%     | 3.4%        |
| 제5회  | 10월 28일 | 3.032%     | 2.3%        |
| 제6회  | 10월 29일 | 3.676%     | 2.8%        |
| 제7회  | 11월 4일  | 2.792%     | 2.8%        |
| 제8회  | 11월 5일  | 2.494%     | 2.8%        |
| 제9회  | 11월 11일 | 2.792%     | 2.3%        |
| 제10회 | 11월 12일 | 2.637%     | 2.0%        |
| 제11회 | 11월 18일 | 2.690%     | 1.8%        |
| 제12회 | 11월 19일 | 2.854%     | 2.4%        |
| 제13회 | 11월 25일 | 2.729%     | 2.0%        |
| 제14회 | 11월 26일 | 2.568%     | 1.8%        |
| 제15회 | 12월 2일  | 2.418%     | 1.6%        |
| 제16회 | 12월 3일  | 3.306%     | 2.1%        |

## 사운드 트랙
| #   | 제목                                     | 작사              | 작곡                      | 재생 시간 |
| --- | ---------------------------------------- | ----------------- | ------------------------- | --------- |
| 1.  | 〈이상한 연애 사이〉 (천단비)            | 이재명            | 이재명, Mirja Lakso       | 3:11      |
| 2.  | 〈Love U〉 (윤하)                        | 박우상, 한재완    | 박우상, 한재완            | 3:16      |
| 3.  | 〈Go Ready Go (Title)〉 (다원(우주소녀)) | 엄기엽, 이영주    | 박우상, SHAPE             | 3:41      |
| 4.  | 〈Sing My Song〉 (구큰별)                | 구스타프 칼스트롬 | 구스타프 칼스트롬, 조미쉘 | 3:36      |
| 5.  | 〈내 멋대로〉 (연태)                     | 김원              | 김원                      | 4:19      |
| 6.  | 〈이상한 연애 사이 (Inst.)〉             | 이재명            | 이재명, Mirja Lakso       | 3:11      |
| 7.  | 〈Love U (Inst.)〉                       | 박우상, 한재완    | 박우상, 한재완            | 3:16      |
| 8.  | 〈Go Ready Go (Inst.)〉                  | 엄기엽, 이영주    | 박우상, SHAPE             | 3:41      |
| 9.  | 〈Sing My Song (Inst.)〉                 | 구스타프 칼스트롬 | 구스타프 칼스트롬, 조미쉘 | 3:36      |
| 10. | 〈내 멋대로 (Inst.)〉                    | 김원              | 김원                      | 4:19      |
| 11. | 〈Revolution〉                           | Julie             | Julie                     | 1:48      |
| 12. | 〈OMG-JUNI CO.〉                         | 엄기엽            | 엄기엽                    | 2:02      |
| 13. | 〈Remain Alone〉                         | 박민지            | 박민지                    | 3:20      |
| 14. | 〈Rooftop Party〉                        | 엄기엽            | 엄기엽                    | 2:19      |
| 15. | 〈Oops, My Mistake〉                     | 엄기현            | 엄기현                    | 2:25      |
| 16. | 〈가을의 크리스마스〉                    | 엄기엽            | 엄기엽                    | 5:16      |

## 같이 보기
- 대한민국의 텔레비전 드라마 목록 (ㅂ)
- 2017년 대한민국의 텔레비전 드라마 목록